# رشته‌کوه‌های ساحلی اقیانوس آرام
رشته‌کوه‌های ساحلی اقیانوس آرام (به انگلیسی: Pacific Coast Ranges) با نام رسمی سیستم کوهستانی اقیانوس آرام که در ایالات متحده آمریکا به عنوان رشته‌کوه‌های ساحلی اقیانوس آرام شناخته می‌شود، مجموعه‌ای از رشته کوه‌های مختلف است که در امتداد ساحل غربی آمریکای شمالی از جنوب آلاسکا تا شمال و مرکز کشور مکزیک کشیده شده است.

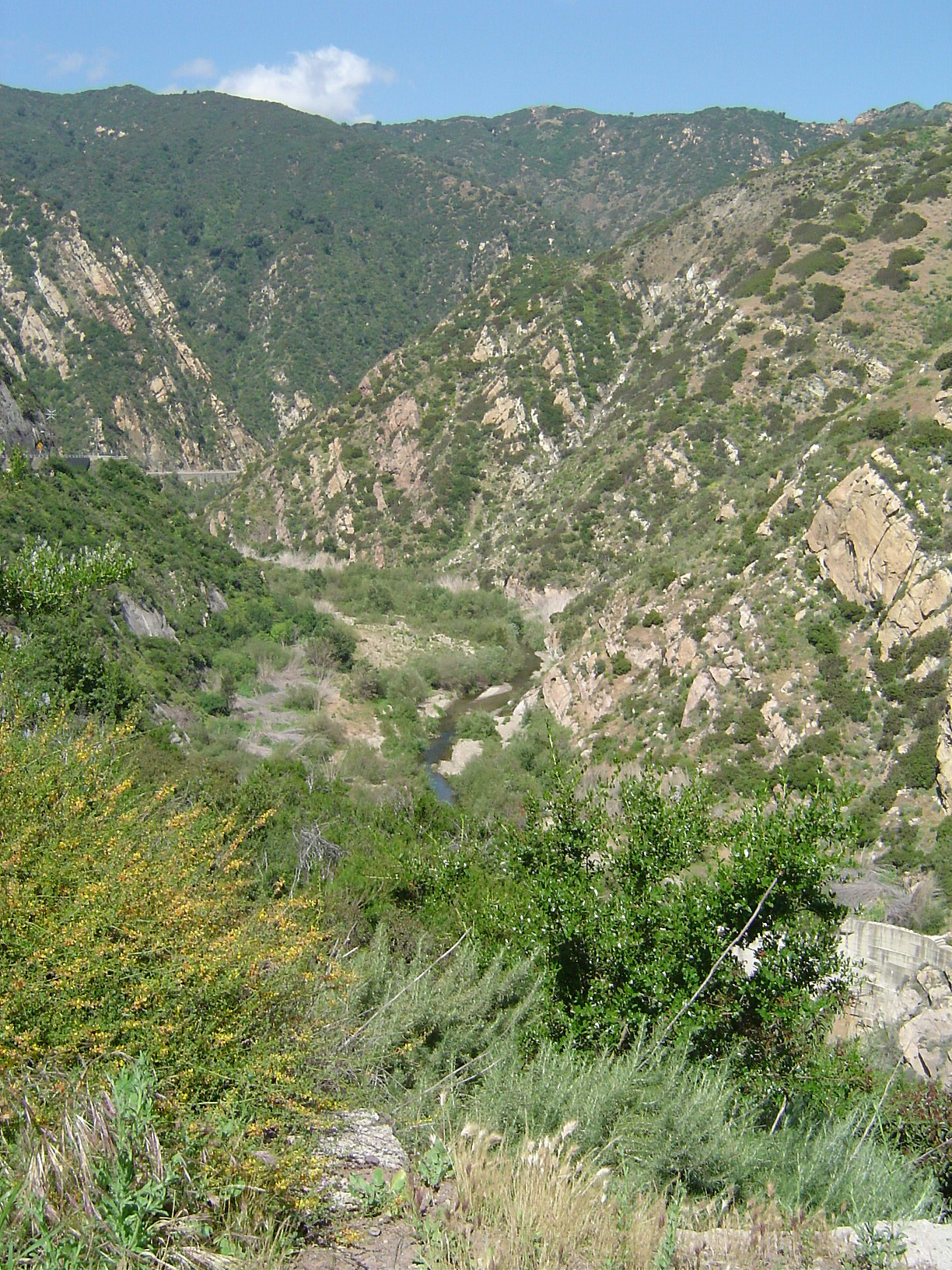
دره مالیبو، کوه‌های سانتا مونیکا